# Arthur Dejase
Pour les articles homonymes, voir Dejase.
Arthur Dejase, né à Malines le 27 décembre 1876 et décédé à Schaerbeek le 19 janvier 1970, a été bourgmestre de Schaerbeek de 1940 à 1947.
La commune de Schaerbeek a donné son nom à une avenue.
Voici un aperçu de ses réalisations notables :
1. Résistance face à l’occupant allemand :
  - Lors de l’occupation allemande pendant la Seconde Guerre mondiale, Arthur Dejase s’est distingué en résistant activement aux exigences déraisonnables de l’ennemi.
  - Il a symbolisé la défense et la résistance de Schaerbeek en refusant de céder aux pressions allemandes.
  - En 1942, il a pris la responsabilité d’une cérémonie en hommage à Gabrielle Petit, une résistante fusillée par les Allemands pendant la Première Guerre mondiale. La Gestapo a mis fin à cette cérémonie, mais Dejase a assumé la responsabilité pour protéger ses collègues et a été arrêté.
  - Il a été emprisonné à Saint-Gilles et Merkplas.
  - Après la guerre, il a repris ses fonctions de conseiller et a continué d’assurer l’intérim de la présidence du conseil communal.
2. Accueil du général Eisenhower :
  - Le 6 septembre 1945, Arthur Dejase a accueilli le général Dwight D. Eisenhower à l’Hôtel communal de Schaerbeek.
  - Cette rencontre a marqué un moment inoubliable pour la ville.
3. Hommage artistique :
  - Le sculpteur Pierre Theunis a réalisé un buste en marbre représentant Arthur Dejase en 1952.
  - Ce buste est conservé dans la Collection artistique de Schaerbeek.

Arthur Dejase a laissé une trace indélébile dans l’histoire de Schaerbeek en tant que leader courageux et résistant. Sa contribution à la ville est commémorée par l’avenue qui porte son nom.